# Qualificazioni al campionato mondiale di calcio 2006 - UEFA (gruppo 6)

## Classifica
| Squadra          | Pt | G  | V | N | P | GF | GS | DR  |
| ---------------- | -- | -- | - | - | - | -- | -- | --- |
| Inghilterra      | 25 | 10 | 8 | 1 | 1 | 17 | 5  | +12 |
| Polonia          | 24 | 10 | 8 | 0 | 2 | 27 | 9  | +18 |
| Austria          | 15 | 10 | 4 | 3 | 3 | 15 | 12 | +3  |
| Irlanda del Nord | 9  | 10 | 2 | 3 | 5 | 10 | 18 | -8  |
| Galles           | 8  | 10 | 2 | 2 | 6 | 10 | 15 | -5  |
| Azerbaigian      | 3  | 10 | 0 | 3 | 7 | 1  | 21 | -20 |

## Risultati
| Baku 4 settembre 2004 | Azerbaigian | 1 – 1 | Galles |  |

| Belfast 4 settembre 2004 | Irlanda del Nord | 0 – 3 | Polonia |  |

| Vienna 4 settembre 2004 | Austria | 2 – 2 | Inghilterra |  |

| Cardiff 8 settembre 2004 | Galles | 2 – 2 | Irlanda del Nord |  |

| Vienna 8 settembre 2004 | Austria | 2 – 0 | Azerbaigian |  |

| Chorzów 8 settembre 2004 | Polonia | 1 – 2 | Inghilterra |  |

| Vienna 9 ottobre 2004 | Austria | 1 – 3 | Polonia |  |

| Manchester 9 ottobre 2004 | Inghilterra | 2 – 0 | Galles |  |

| Baku 9 ottobre 2004 | Azerbaigian | 0 – 0 | Irlanda del Nord |  |

| Baku 13 ottobre 2004 | Azerbaigian | 0 – 1 | Inghilterra |  |

| Belfast 13 ottobre 2004 | Irlanda del Nord | 3 – 3 | Austria |  |

| Cardiff 13 ottobre 2004 | Galles | 2 – 3 | Polonia |  |

| Manchester 26 marzo 2005 | Inghilterra | 4 – 0 | Irlanda del Nord |  |

| Cardiff 26 marzo 2005 | Galles | 0 – 2 | Austria |  |

| Varsavia 26 marzo 2005 | Polonia | 8 – 0 | Azerbaigian |  |

| Vienna 30 marzo 2005 | Austria | 1 – 0 | Galles |  |

| Varsavia 30 marzo 2005 | Polonia | 1 – 0 | Irlanda del Nord |  |

| Arbitro: | Paulo Gomes Costa |

|                         |           |  |
| Gerrard 51’ Beckham 62’ | Marcatori |  |

| Baku 4 giugno 2005 | Azerbaigian | 0 – 3 | Polonia |  |

| Chorzów 4 giugno 2005 | Polonia | 3 – 2 | Austria |  |

| Cardiff 3 settembre 2005 | Galles | 0 – 1 | Inghilterra |  |

| Belfast 3 settembre 2005 | Irlanda del Nord | 2 – 0 | Azerbaigian |  |

| Baku 7 settembre 2005 | Azerbaigian | 0 – 0 | Austria |  |

| Belfast 7 settembre 2005 | Irlanda del Nord | 1 – 0 | Inghilterra |  |

| Varsavia 7 settembre 2005 | Polonia | 1 – 0 | Galles |  |

| Manchester 8 ottobre 2005 | Inghilterra | 1 – 0 | Austria |  |

| Belfast 8 ottobre 2005 | Irlanda del Nord | 2 – 3 | Galles |  |

| Manchester 12 ottobre 2005 | Inghilterra | 2 – 1 | Polonia |  |

| Vienna 12 ottobre 2005 | Austria | 2 – 0 | Irlanda del Nord |  |

| Cardiff 12 ottobre 2005 | Galles | 2 – 0 | Azerbaigian |  |